# Olympia London
Olympia er et messe- og konferencecenter i West Kensington i London. Olympia åbnede i 1886 under navnet National Agricultural Hall. Centret kaldte sig herefter 'Olympia'.
Bygningen er opført af industrimagnaten Andrew Handyside fra Derby og dækker et areal på 16.000 m². 'The Grand Hall' måler 140 meter i længden og 250 meter i bredden, og var ved opførslen den største bygning i England alene med et spænd af glas og stål.[kilde mangler]
Bygningen indeholder nu fire messehaller og et konferencecenter. Messehallerne er Olympia Grand (19.325m²), Olympia National (8.730m²), Olympia Central (tidligere Two) (7.850m²) og Olympia West (7.688m²). Centret drives af EC&O Venues, der også driver Earls Court Exhibition Centre.
Olympia afvikler det traditionsrige årlige Olympia London International Horse Show.
I januar 2013 skiftede Olympia navn til Olympia London.

## Eksterne links
- Wikimedia Commons har flere filer relateret til Olympia London
- Olympia London website The Olympia London website

51°29′47″N 0°12′35″V / 51.496388888889°N 0.20972222222222°V